# Poniol
El poniol o tarongí blanc (Micromeria fruticosa) és una espècie de planta amb flor.
És originària de la regió mediterrània.
És una petita mata lignificada de color gris i que fa de 20 a 40 cm d'alt. Té les fulles enteres i ovades. Les flors són blanques disposades en una cima pedunculada.
És una planta heliòfila que viu en zones rocoses des de nivell de mar fins a uns 1.200 metres d'altitud.
Es considera que és planta medicinal, digestiva i estomacal.